# Antonio da Sangallo, o Velho
Antonio da Sangallo, o Velho (c. 1453 – 27 de dezembro de 1534) foi um Renascimento italiano arquiteto especializado no design de fortificações.

## Biografia
Antonio da Sangallo nasceu em Florença. O pai de Sangallo, Francesco Giamberti, era carpinteiro. Seu irmão Giuliano da Sangallo e sobrinho Antonio da Sangallo, o Jovem também foram arquitetos. O afilhado de Sangallo, Giulio de Medici (o futuro Papa Clemente VII) foi criado em sua casa até que o menino alcançasse a idade de sete anos, quando o tio de Giulio, Lorenzo, o Magnífico, tornou-se seu guardião em tempo integral.
Sangallo frequentemente trabalhou em parceria com seu irmão; no entanto, executou várias obras de forma independente. Como engenheiro militar, foi especialmente habilidoso, construindo obras importantes em Arezzo, Montefiascone, Florença e Roma. Sua obra mais destacada como arquiteto é a igreja de São Biagio, Montepulciano em planta uma Cruz grega com cúpula central, "a primeira das grandes cúpulas do cinquecento a ser concluída" e duas torres — assemelhando-se, em menor escala, ao projeto de Bramante para a Basílica de São Pedro.
Sangallo também construiu um palácio na mesma cidade, várias igrejas e palácios em Monte San Savino e, em Florença, uma série de edifícios monásticos para os monges servitas. Suas outras obras incluem a igreja de São Biagio em Montepulciano, o Forte Sangallo de Civita Castellana e a Velha Fortaleza de Livorno. Antonio se aposentou precocemente da prática de sua profissão e passou seus últimos anos dedicando-se à agricultura.